# 扎陵湖
扎陵湖（藏語：མཚོ་སྐྱ་རིང་，威利转写：mtsho skya ring），是黄河上游的大型高原淡水湖，又称茶灵海，藏语意为白色长湖。位于中国青海省玛多县西部扎陵湖乡的凹地内，在鄂陵湖西侧（上游），与鄂陵湖并称为“黄河源头的姊妹湖”。湖面海拔4294米，东西长35公里，南北宽21.6公里，湖面面积526平方公里，平均水深8.9米，蓄水量约46亿立方米。
扎陵湖上游为卡日曲和约古宗列曲相汇而成的黄河，自西南流入，东南流出，湖心偏南为黄河主流线。因黄河携带大量泥沙入湖，风浪泛起时呈灰白色，固有“白色长湖”之称。湖中多浮游植物，鱼类资源丰富。湖西部距黄河入湖口不远处有三个小岛，夏季有大群候鸟聚居，也称鸟岛。湖四周是高山草甸，是青海的重要牧场。

## 历史遗迹
2025年6月8日，中国社会科学院考古研究所研究员仝涛在《光明日报》发表了 《实证古代“昆仑”的地理位置——青海黄河源发现秦始皇遣使“采药昆仑”石刻》一文，披露了在扎陵湖北岸发现秦始皇遣使采药留下的37字石刻题记，内容大意为秦始皇二十六年（公元前226年），他派一名叫翳的五大夫和几名方士去昆仑山采药，同年三月他们抵达这里。但随即引发业界关于此石刻的真伪争议。
34°55′N 97°16′E / 34.917°N 97.267°E